# Мичел Пенсе
Мичел Пенсе (16. јун 1973) бивши је камерунски фудбалер.

## Репрезентација
За репрезентацију Камеруна дебитовао је 1997. године, наступао и на Светском првенству 1998. године. За национални тим одиграо је 7 утакмица.

## Статистика
| Камерун | Камерун | Камерун |
| Год.    | Ута.    | Гол.    |
| ------- | ------- | ------- |
| 1997    | 2       | 0       |
| 1998    | 2       | 0       |
| 1999    | 1       | 0       |
| 2000    | 1       | 0       |
| 2001    | 1       | 0       |
| Укупно  | 7       | 0       |